# Marib
Marib (arabsko مأرب) je glavno mesto province (muhafaze) Marib v Republiki Jemen. Leži približno 120 km vzhodno od jemenskega glavnega mesta Sane. Število prebivalcev je v letu 2005 znašalo 16.794. Bil je središče starodavnega Sabskega kraljestva. Danes ga smatrajo za središče Al Kaide v Jemnu.

## Zgodovina
Kraljestvo Sabejcev je bilo na območju današnjega Asirja v jugozahodnem Jemnu. Sabejski kralji so izbrali Marib za glavno mesto. Gradili so velike namakalne naprave, kot je na primer Maribski jez, katerega ostanki so vidni še danes. Tu so gradili tudi gradove in templje (npr. Mahram Bilkis). S tega področja sta bili znani pridelavi dragocenega kadila in mire. Bili so pomorščaki, vplivali so na vzhodnoafriško kraljestvo Dʿmt prek Rdečega morja v današnji Eritreji in severni Etiopiji.
Leta 25 pred našim štetjem je Aelij Gall, rimski prefekt Egipta, organiziral ekspedicijo v Marib.
Starodavni Marib je bil v glavnem opuščen v 20. stoletju. Stavbe iz nežgane opeke zgodovinskega mesta so večinoma v ruševinah. Moderno mesto Marib je približno 3,5 km severno od središča starega mesta.
Marib je eno od petih mest v Jemnu, na poskusnem seznamu svetovne dediščine UNESCO. Predlog je usmerjen na arheološko in zgodovinsko dediščino starega Mariba.

## Rafinerija nafte
Jemen Oil Refining Company je v Maribu leta 1986 odprla rafinerijo, ki proizvaja 10.000 sodov nafte na dan (podatek 2009). V novembru 2009 je družba objavila dogovor s korejskim Shinhana za razširitev in nadgradnjo rafinerije za proizvodnjo 25.000 sodov / dan.
V Maribu je začetek 438 km dolgega Marib-RA Isa naftovoda, z zmogljivostjo 200.000 sodov na dan.